# 金滅遼之戰
金滅遼之戰發生於1114年至1125年間，始於宁江州之战，終於1125年金朝佔領遼的燕雲之地，並為日後南侵北宋打下基礎。

## 起因
金朝建國之前，女真人一直為辽朝契丹人所壓迫。後來完顏部成功統一女真各部。1113年，完顏阿骨打继任女真都都勃极烈后，决心摆脱辽朝的束缚。1114年初，完颜阿骨打遣使到辽朝索要叛逃者纥石烈阿速，得知辽朝武备松懈，集兵拉林河（今黑龙江省哈尔滨市南）守住要冲。六月，辽天祚帝得知，始遣东北统军司节度使萧挞不野率军赴宁江州（今吉林省扶余市西北伯都纳古城）加强守备。完颜阿骨打在辽军未到前，调集诸部精兵两千五百人，以完颜银术可、完颜娄室、完颜阇母为将帅，在涞流水（今拉林河）下游石碑崴子屯（今扶余市东）得胜陀之地誓师，九月，进军宁江州，途中与辽朝海州刺史高仙寿所统渤海军，完颜阿骨打诱其追击，亲率将士反击，射杀辽将耶律谢十。辽朝渤海军余众自相践踏，伤亡很多。完颜阿骨打攻克宁江州，俘获防御使大药师奴，在宁江州东击退萧挞不野。辽朝派殿前都点检萧嗣先为东北路都统，萧挞不野为副，率契丹、奚军、禁兵、诸路武勇七千人进屯出河店（今黑龙江省肇源县西南），控扼混同江（今吉林省第二松花江）上游，以阻击女真人进攻。十一月，完颜阿骨打率三千七百人夜渡混同江，黎明乘风进攻，打败辽军，占领出河店。西逐辽溃军至斡邻泺（今吉林省大安县南查干泡），击败萧敌里部。十二月，转兵攻克辽朝威州（今辽宁省开原市北老城镇）、宾州（今吉林省农安县广元店古城）、祥州（今吉林省农安县东北万金塔古城）三州。辽军战败，为夺回失地，天祚帝命南府宰相张琳统管军事，仓促招募兵马10万，分四路东征。完颜阿骨打在涞流河击溃辽军一路，余三路惧战自退。涞流河之役后，完颜阿骨打招纳安抚降军，兵力至万余。

## 經過
1115年正月初一，完颜阿骨打称帝，是为金太祖，汉名旻，国号大金，建元收国，建立能與遼抗衡的金朝。正月初五，金太祖率军往攻黄龙府（今吉林省农安县），兵临益州（今农安县北小城子）辽朝派都统耶律斡里朵等率号称二十万骑兵、七万步卒驻守达鲁古城（今扶余市西北土城子），率军进至宁江州西。辽使僧家奴前来迫金议和，金太祖拒绝。正月十九日，金军直抵达鲁古城，列阵高阜，结阵出击，设疑兵分辽军兵势。辽军大乱，败退城中被围。次日黎明，突围北逃，步兵被歼灭殆尽，金军班师。
八月，金太祖再次进军黄龙府，九月，金朝攻下遼朝的黃龍府。辽天祚帝闻知黄龙府失陷，亲率号称七十万大军往夺。十一月，辽军至驼门，分兵两路，命驸马萧特末等前往斡邻泺，企图夹击获胜。金太祖听说辽军因耶律章奴叛乱中途回师，率二万轻骑奔袭，追及至护步达冈（今黑龙江省五常市西），攻其不备，再创辽军主力，军至十万余人，取得军事上主动地位。1116年正月，辽朝讨高永昌之际，金太祖出兵辽东，于沈州（今辽宁省沈阳市）击败辽宰相张琳，继灭高永昌，攻佔东京遼陽府（今辽宁省辽阳市），夺取了高永昌所据辽东五十余州。
1117年四月，天祚帝想要收复东京，命秦晋国王耶律淳率军反击，被金军击败。九月，为阻遏金军西进，天祚帝再命耶律淳领所招募辽东流民编成的八营“怨军”驻守蒺藜山（今辽宁省阜新蒙古族自治县北），以护卫中京大定府（今内蒙古宁城县西大明城）、上京临潢府（今内蒙古巴林左旗东南波罗城）。十二月，金军进攻显州（今辽宁省北镇市西南北庙）。突破蒺藜山怨军阻截，攻克显州后，相继收降徽州、成州（今辽宁省阜新市西北）、惠州（今辽宁省建平县北）、乾州（今辽宁省北镇市西南）等七州，废除苛法，安抚投降俘虏。
1118年至1119年，金辽和议未成，金军再举进攻。金朝屢屢戰勝遼朝，並進一步與南方的宋朝結盟，欲聯合宋朝出兵滅掉遼朝。在宋徽宗好大喜功的心理和急功近利之下，立即同意聯金滅遼。於1120年二月与宋朝议定夹攻辽朝的“海上盟约”。五月，金太祖突然出兵，再三路攻打辽都臨潢府（上京），及至，仅以半日即克外城，上京留守萧挞不野以城降。1121年五月，辽都统耶律余睹因天祚帝嫉恨，叛辽投金，使太祖悉知辽兵源枯竭，内部空虚，决心南下。十二月，命完颜杲为内外诸军都统，完颜昱、完颜宗翰为副都统，以耶律余睹随先锋为向导，进军中京大定府（今内蒙古宁城县西大明城）。1122年正月十五日，中京守军未战自溃，金军继进克泽州（今河北省平泉县南察罕城）。二月，占领北安州（今河北省承德市西南），前锋推进至松亭关（今河北省迁西县北喜口）、古北口（今北京市密云区东北），直逼南京析津府（今北京市）。天祚帝以耶律淳留守南京，自率卫兵逃往鸳鸯泺（今河北省张北县西北安固里淖）。不久听说金军追兵将至，又以五千卫兵跟随逃往西京大同府（今山西省大同市）。金军至西京，克降守军，继续向西追击天祚帝。八月，完颜宗望率四千轻骑至石辇驿（今山西省大同市西北），被辽军二万五千人包围，天祚帝以金军人少，立阵前观战，被金军认出，金军直冲其帐，天祚帝帝惊慌逃命，弃军逃往夹山（今内蒙古土默特左旗西北），都统萧特末等被擒，辽朝军势大衰。
天祚帝逃往夹山之际，耶律淳称帝于南京，以耶律大石主军事，以固守孤城。1123年十二月，金太祖派完颜宗望为前锋，完颜迪古乃出得胜口（北京西北），完颜银术可出居庸关（今北京市昌平区西北），两路并进，直下南京析津府，辽军不战而降。七年八月，金太祖病卒，弟吴乞买继位，是为金太宗。1124年七月，辽天祚帝出夹山欲收复燕云（今北京至山西省大同市），亲率铁骑取天德（今内蒙古呼和浩特市东）、东胜（今内蒙古托克托县）等州，南下武州（今山西省神池县），与金将完颜娄室相遇，激战败逃至阴山（今山西省山阴县东南）。1125年二月，完颜娄室在应州（今山西省应县）新城东擒获辽天祚帝，成功消滅遼國。

## 影響
金朝在攻打辽朝時，理解到宋朝皇室及軍隊的軟弱及腐敗無能，便於翌年進攻北宋，攻佔首都汴京，侵佔宋朝黃河以北的領土，徽欽二帝被俘。後來建炎南渡，宋徽宗九子趙構在南京應天府稱帝，即宋高宗，宋朝進入南宋時期。